# Navalilla (kommunhuvudort)
Navalilla är en kommunhuvudort i Spanien.   Den ligger i provinsen Provincia de Segovia och regionen Kastilien och Leon, i den centrala delen av landet, 100 km norr om huvudstaden Madrid. Navalilla ligger 902 meter över havet och antalet invånare är 137.
Terrängen runt Navalilla är platt åt sydväst, men åt nordost är den kuperad. Terrängen runt Navalilla sluttar västerut. Runt Navalilla är det ganska glesbefolkat, med 34 invånare per kvadratkilometer. Närmaste större samhälle är Cantalejo, 9,3 km söder om Navalilla. Trakten runt Navalilla består till största delen av jordbruksmark.